# Pure BS
| Críticas profissionais | Críticas profissionais |
| Avaliações da crítica  | Avaliações da crítica  |
| Fonte                  | Avaliação              |
| ---------------------- | ---------------------- |
| Allmusic               | [ 1 ]                  |

Pure BS é o quarto álbum de estúdio do cantor norte-americano Blake Shelton, lançado a 1 de Maio de 2007 pela editora discográfica Warner Bros. Assim como seus álbuns anteriores, Pure BS recebeu o certificado ouro através da Recording Industry Association of America (RIAA).

## Conteúdo
Ao contrário dos três primeiros álbuns de Shelton, que foram todos produzidos por Bobby Braddock, Pure BS possui três produtores diferentes: Braddock, bem como Brent Rowan e Paul Worley.
O primeiro single do álbum foi "Don't Make Me", que alcançou a 12.ª colocação na tabela Country Songs da Billboard em 2007. O segundo single para seguir a promoção do álbum foi "The More I Drink", que alcançou 19.ª posição na mesma tabela. Pure BS foi relançado em Maio de 2008 como Pure BS Deluxe Edition. Esta reedição incluiu um cover do single de Michael Bublé, "Home", e duas faixas adicionais que Shelton escreveu. O cover de "Home" (que possui backing vocals da namorada de Shelton, Miranda Lambert) foi emitido como um single no início de 2008, e em Julho, tornou-se o quarto single número um de Shelton na tabela Country Songs.

## Faixas
| N.º            | Título                                                     | Compositor(es)                                 | Duração |  |
| 1.             | "This Can't Be Good"                                       | Timothy DeArmitt, Blake Shelton                | 3:32    |  |
| 2.             | "Don't Make Me"                                            | Marla Cannon-Goodman, Deanna Bryant, Dave Berg | 4:07    |  |
| 3.             | "The More I Drink"                                         | David Lee Murphy, Chris DuBois, Dave Turnbull  | 3:37    |  |
| 4.             | "I Don't Care"                                             | Dean Dillon, Casey Beathard                    | 3:52    |  |
| 5.             | "She Don't Love Me"                                        | Beathard, Jay Knowles                          | 3:03    |  |
| 6.             | "Back There Again"                                         | Tom Douglas                                    | 4:17    |  |
| 7.             | "It Ain't Easy Bein' Me"                                   | Chris Knight, Craig Wiseman                    | 3:19    |  |
| 8.             | "What I Wouldn't Give"                                     | Charlie Brown, Tommy Karlas, Charley Stefl     | 4:22    |  |
| 9.             | "I Have Been Lonely"                                       | Shelton, Rachel Proctor, Michael Kosser        | 3:15    |  |
| 10.            | "She Can't Get That"                                       | Billy Lawson, Wally Wilson                     | 3:45    |  |
| 11.            | "The Last Country Song" (com John Anderson e George Jones) | Bobby Braddock, Shelton, Kosser                | 3:23    |  |
| Duração total: | Duração total:                                             | Duração total:                                 | 38:72   |  |

| Pure BS Deluxe Edition |                     |                                               |         |  |
| N.º                    | Título              | Compositor(es)                                | Duração |  |
| 12.                    | "Chances"           | Shelton                                       | 3:52    |  |
| 13.                    | "I Can't Walk Away" | Shelton                                       | 3:41    |  |
| 14.                    | "Home"              | Michael Bublé, Alan Chang, Amy Foster-Gillies | 3:50    |  |

## Desempenho nas tabelas musicais
| Tabelas musicais (2007)         | Melhor posição |
| ------------------------------- | -------------- |
| Estados Unidos (Country Albums) | 2              |
| Estados Unidos (Billboard 200)  | 8              |

| Ano  | Single             | Posições    | Posições |
| Ano  | Single             | EUA Country | EUA      |
| ---- | ------------------ | ----------- | -------- |
| 2006 | "Don't Make Me"    | 12          | 79       |
| 2007 | "The More I Drink" | 19          | 102      |
| 2008 | "Home"             | 1           | 41       |

| País/Associação       | Certificação | Vendas   |
| --------------------- | ------------ | -------- |
| Estados Unidos - RIAA | Ouro         | 500,000+ |